# O Globo (1874)
O Globo foi um jornal brasileiro fundado em 5 de agosto de 1874, no Rio de Janeiro, como parte do conglomerado criado por Manoel Gomes de Oliveira para divulgar as atividades da Agência Americana Telegraphica (AAT), a primeira agência de notícias do Brasil e da América Latina. O jornal tinha como objetivo principal servir aos interesses do comércio, lavoura e indústria, sendo uma extensão do serviço telegráfico noticioso oferecido pela agência. 

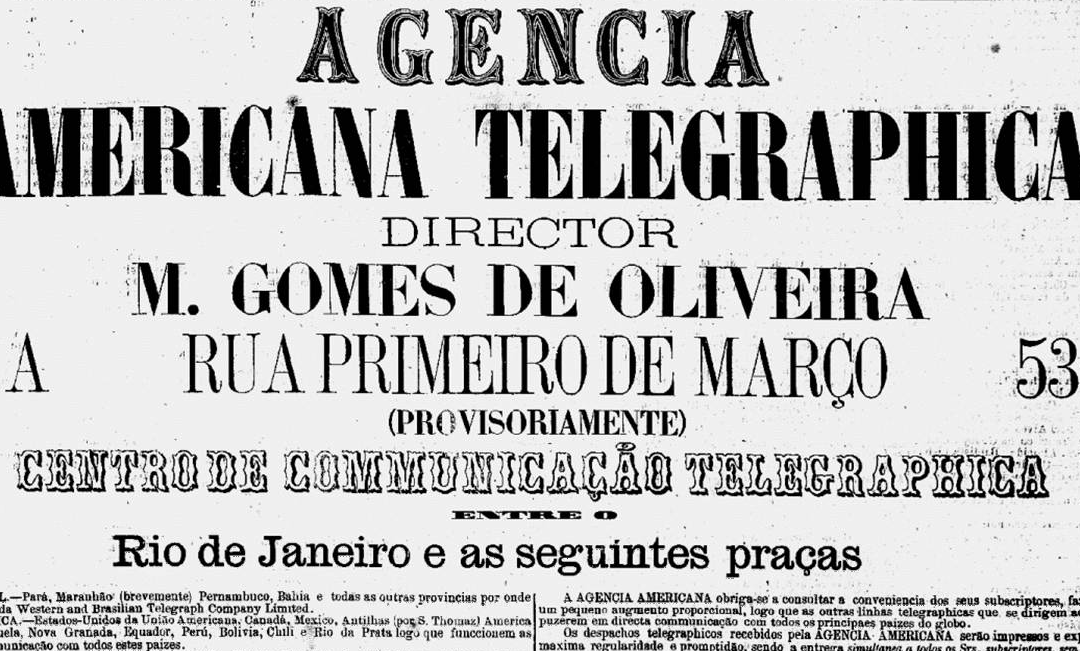
O Globo (1874)

Entre os colaboradores notáveis de O Globo estava Machado de Assis, que publicou no jornal seus romances A Mão e a Luva (1874) e Helena (1876). O periódico também desempenhou um papel importante na popularização da literatura brasileira na época. 
Apesar de sua relevância inicial, o jornal enfrentou dificuldades financeiras e concorrência de grandes agências europeias como Reuters e Agence Havas da França, que se estabeleceram no Brasil no mesmo período. O Globo cessou suas operações no final do século XIX. 
Embora o nome tenha sido utilizado posteriormente por outros jornais, o O Globo fundado por Gomes de Oliveira não possui relação com o periódico de Irineu Marinho, criado em 1925 e que permanece em circulação atualmente. 